# SDSL
SDSL (англ. Serine dehydratase like) – білок, який кодується однойменним геном, розташованим у людей на 12-й хромосомі. Довжина поліпептидного ланцюга білка становить 329 амінокислот, а молекулярна маса — 34 674.
| 10         |  | 20         |  | 30         |  | 40         |  | 50         |
| ---------- |  | ---------- |  | ---------- |  | ---------- |  | ---------- |
| MDGPVAEHAK |  | QEPFHVVTPL |  | LESWALSQVA |  | GMPVFLKCEN |  | VQPSGSFKIR |
| GIGHFCQEMA |  | KKGCRHLVCS |  | SGGNAGIAAA |  | YAARKLGIPA |  | TIVLPESTSL |
| QVVQRLQGEG |  | AEVQLTGKVW |  | DEANLRAQEL |  | AKRDGWENVP |  | PFDHPLIWKG |
| HASLVQELKA |  | VLRTPPGALV |  | LAVGGGGLLA |  | GVVAGLLEVG |  | WQHVPIIAME |
| THGAHCFNAA |  | ITAGKLVTLP |  | DITSVAKSLG |  | AKTVAARALE |  | CMQVCKIHSE |
| VVEDTEAVSA |  | VQQLLDDERM |  | LVEPACGAAL |  | AAIYSGLLRR |  | LQAEGCLPPS |
| LTSVVVIVCG |  | GNNINSRELQ |  | ALKTHLGQV  |  |            |  |            |

A: Аланін

C: Цистеїн

D: Аспарагінова кислота

E: Глутамінова кислота

F: Фенілаланін

G: Гліцин

H: Гістидин

I: Ізолейцин

K: Лізин

L: Лейцин

M: Метіонін

N: Аспарагін

P: Пролін

Q: Глутамін

R: Аргінін

S: Серин

T: Треонін

V: Валін

W: Триптофан

Кодований геном білок за функцією належить до ліаз. 
Задіяний у такому біологічному процесі, як ацетилювання. 
Білок має сайт для зв'язування з піридоксаль-фосфатом. 